# Lábod
Lábod község Somogy vármegyében, a Nagyatádi járásban.

## Fekvése
Lábod Somogy vármegye déli részének szép természeti környezetben fekvő települése. A községet a 68-as főút szeli ketté. A legközelebbi város a 8 kilométerre fekvő Nagyatád. Kaposvár térségével a 6616-os út, Nagybajommal a 6619-es út, Rinyabesenyővel a 66 143-as számú mellékút köti össze.
A Lábod környéki erdőség csodálatos természeti környezetet alkot, értékes növényvilága és szép kirándulóhelyei miatt szívesen keresik fel a turisták. Gazdag a vadállomány: a vadászok körében különösen híres a gímszarvas, épp ezért érthető, ha a vadászati szezonban jelentősen megnő a Lábod környékére látogatók száma.

## Története
Lábod a Tibold nemzetség ősi birtoka volt, mely az 1231. évi birtokmegosztáskor I. Bodor három ifjabb fiáé: Tamásé, II. Bodoré és Tiboldé lett. Az 1231. évi osztálylevél szerint ekkor már hatalmas uradalom középpontja volt majd 1327-ben a segösdi uradalomhoz tartozott. Ez évben, mikor Károly Róbert király eljegyezte fiának János cseh király leányát, Annát, nászajándékul Lábodot is lekötötte. 1395-ben két ilyen nevű helység is volt egymás mellett s ekkor, mint az örökös nélkül maradt Prodaviczi Mikcs bán fia István fia Ákos fia: Mikcs birtokaként, Marczali Dénes nyerte a királytól.
1416-ban már városi kiváltságokat élvezett. 1418-ban pedig már említették az oklevelekben Szent Lukács evangelista tiszteletére szentelt templomát is. 1474-ben, a Marczaliak és a Báthoriak közötti örökösödési szerződés értelmében, Báthori Istvánt és testvéreit beiktatták a helység birtokába. 1495-ben a Báthoriak kapták II. Ulászló királytól adományként. 1536-ban és 1550-ben Báthori András, 1598-99-ben Nádasdy Ferenc birtoka volt.
Az 1554. évi adólajstromban a helység az egyes városrészek szerint a következőleg van feltüntetve: Kápolnás-utcai városrész: áll 10 házból; a Soksár-utcai városrész: 5 házból; a Petne-utcai városrész: 5 házból és a Hír-utcai városrész szintén 5 házból. 1565-66-ban 60, – 1571-ben 96 házát írták össze a török kincstári adószedők. Az 1660. évi pannonhalmi főapátsági dézsmaváltságjegyzék szerint pedig Szent-György várához tartozott. 1677-ben Széchenyi György kalocsai érsek kapta adományul. 1715-1733-tól a Széchenyi család a földesura, a 20. század elején gróf Széchenyi Emil volt a nagyobb birtokosa, akinek kastélyát gróf Széchenyi Pál építtette.
A régi város a községtől éjszakkeletre fekvő dombon feküdt.
Lábodhoz tartoztak: Felsőerzsébet-, Vadas-, Homok-, Kis- és Nagysallér-, Pille- és Szarvas-puszták is.
A település 1950-ben egyesült Rinyahosszúfaluval.
2015 novemberében készült el a Nagyatádot, Bakházát, Görgeteget, Háromfát, Kutast, Lábodot, Ötvöskónyit, Rinyaszentkirályt, valamint Taranyt érintő szennyvíz-beruházás.

### Felsőerzsébet-puszta
Környékén a középkorban erődített hely állt, erről 1406-ból van először adatunk, ekkor a Pécz nemzetségbeli Berzenczei Lóránt fia, György, nyerte adományul. 1463-ban György fiai, Sandrin és László, egyezkednek fölötte. 1468-ban Forster Györgynek idegenítették el.

### Petesmalom-Vidrapark
Több mint százéves múltra tekint vissza a petesmalmi tórendszer, amely természetes élőhelyet biztosít a vidék jellegzetes állatvilágának. Miután itt találkozik a tavi és az erdei élettér, ennek köszönhetően rendkívül változatos a fajtagazdagság. A tórendszer mellett kiépített madárlesek különleges élménnyel várják az ideérkezőket. A nádas területen énekes nádi madarak élnek, gyakran látható a fekete rigó, a szürke gém, de a türelmes turista a védett réti sast és a fekete gólyát is megpillanthatja.
A Somogy Természetvédelmi Szervezet és az Alapítvány a Vidrákért összefogtak és közösen lépnek fel a magyarországi vidrák védelme érdekében, ugyanis hazánkban él Európa legnagyobb vidraállománya. A Petesmalomban kialakított Vidraparkban természetes élőhelyén tanulmányozható e védett vízi ragadozó.

## Közélete

### Polgármesterei
- 1990–1994: Lassu István (független)[4]
- 1994–1998: Lassu István (független)[5]
- 1998–2002: Lassu István (független)[6]
- 2002–2006: Lassu István (független)[7]
- 2006–2010: Lassu István (független)[8]
- 2010–2014: Lassu István (független)[9]
- 2014–2019: Lassu István (független)[10]
- 2019–2024: Lassu István (független)[11]
- 2024– : Kovács Zoltán (független)[1]

## Népesség
A település népességének változása:
| Lakosok száma | 2048 | 2009 | 1935 | 1780 | 1796 | 1759 | 1768 |
|               | 2013 | 2014 | 2015 | 2021 | 2022 | 2023 | 2024 |

A 2011-es népszámlálás során a lakosok 92,9%-a magyarnak, 20,5% cigánynak, 1,4% németnek, 0,2% ukránnak mondta magát (6,7% nem nyilatkozott; a kettős identitások miatt a végösszeg nagyobb lehet 100%-nál). A vallási megoszlás a következő volt: római katolikus 66%, református 13,3%, felekezet nélküli 6,9% (13,3% nem nyilatkozott).
2022-ben a lakosság 91,1%-a vallotta magát magyarnak, 17,3% cigánynak, 0,8% németnek, 0,4% horvátnak, 0,2% ruszinnak, 0,2% szlováknak, 0,1-0,1% románnak és szlovénnek, 1,2% egyéb, nem hazai nemzetiségűnek (7,9% nem nyilatkozott; a kettős identitások miatt a végösszeg nagyobb lehet 100%-nál). Vallásuk szerint 45% volt római katolikus, 11,6% református, 0,2% evangélikus, 0,1% görög katolikus, 0,1% ortodox, 0,3% egyéb keresztény, 1,3% egyéb katolikus, 11,1% felekezeten kívüli (30,5% nem válaszolt).

## Nevezetességei
- Római katolikus temploma 1809-ben épült, de 1878-ban kibővítették.
- lábodi református templom
- hosszúfalusi református templom
- Petesmalmi Vidrapark
- Nagysallér Vadászház[14]
- Tájház
- Középkori temetőkápolna
- Dr. Studinka László Természetismereti Központ,[15] Vadászati és vadászattörténeti kiállítás[16]
- Az első és második világháború hősi halottainak emlékművét, az úgynevezett kettéhasított láng szobrát 1990-ben készítette Rajki László.[16]

## Képek

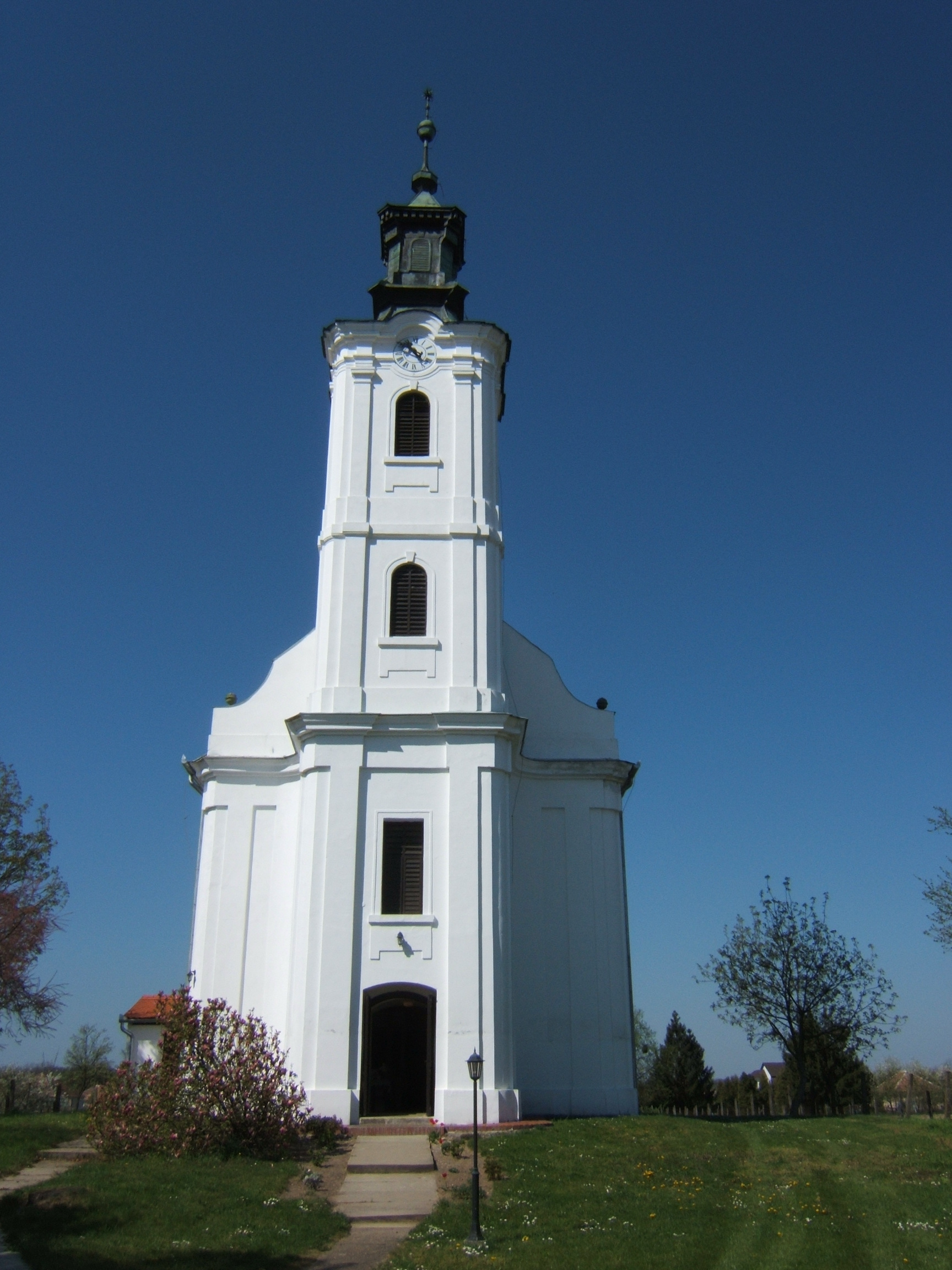
Református templom
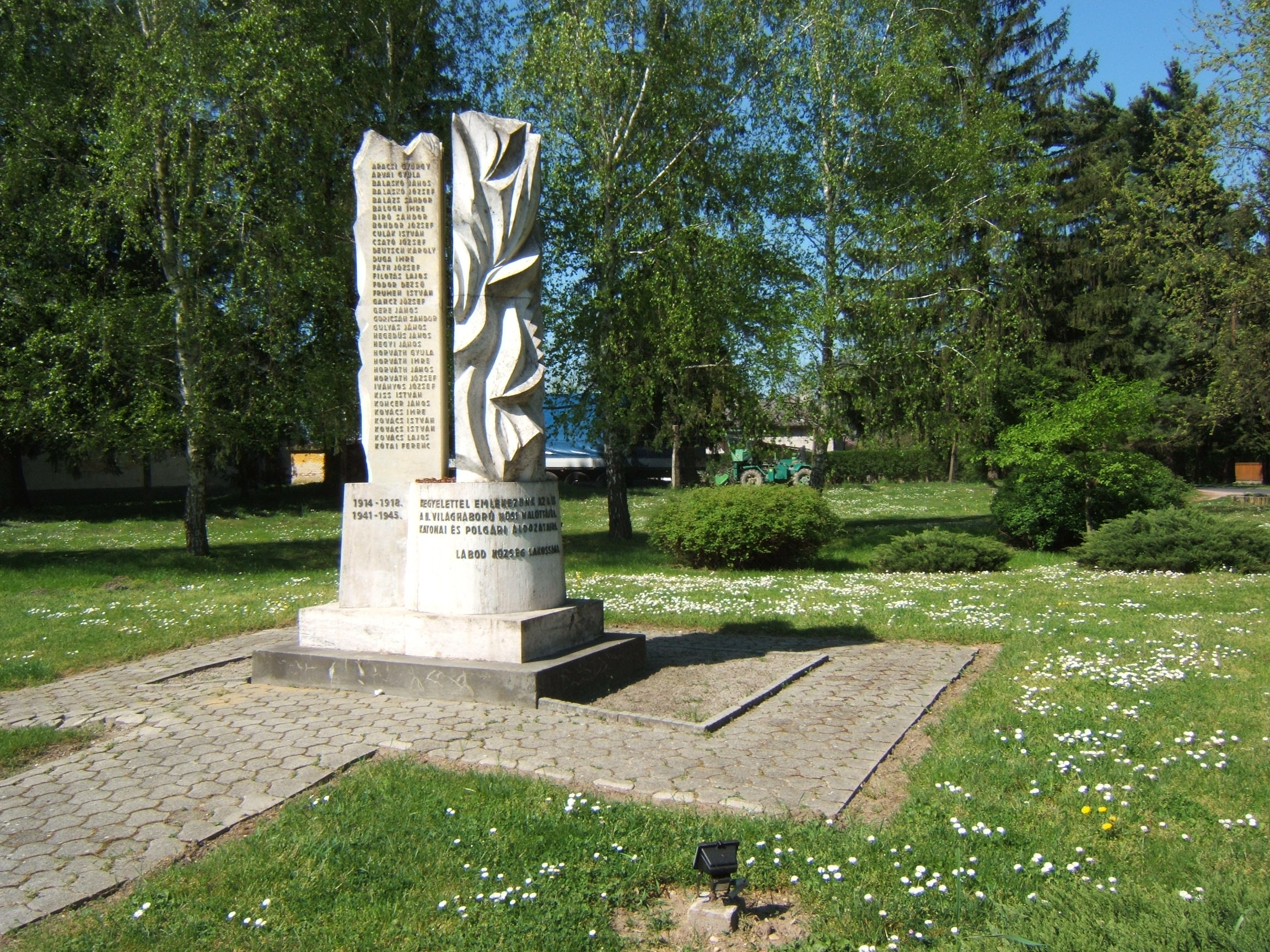
Világháborús hősök emlékműve
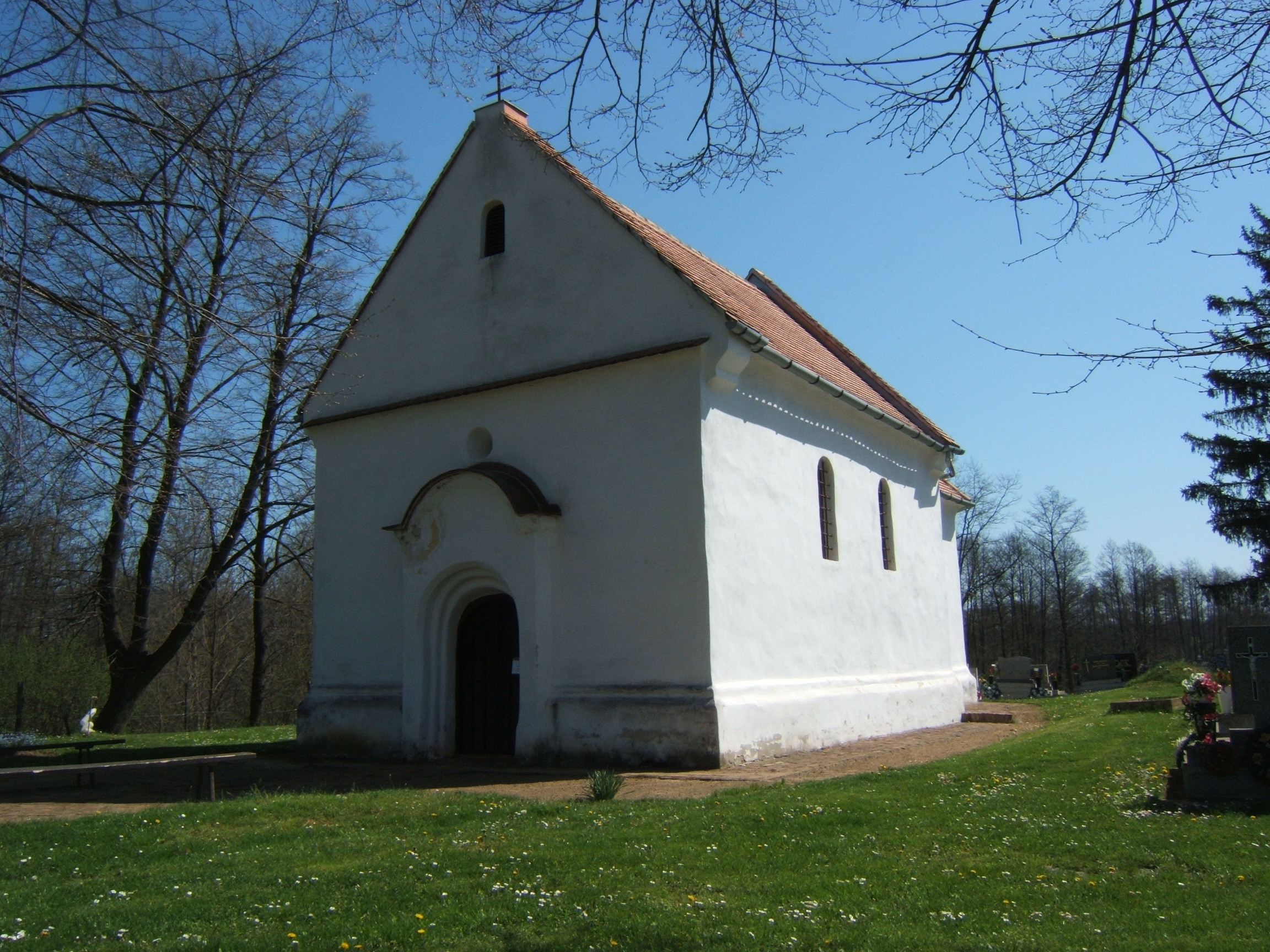
Hosszúfalusi középkori temetőkápolna
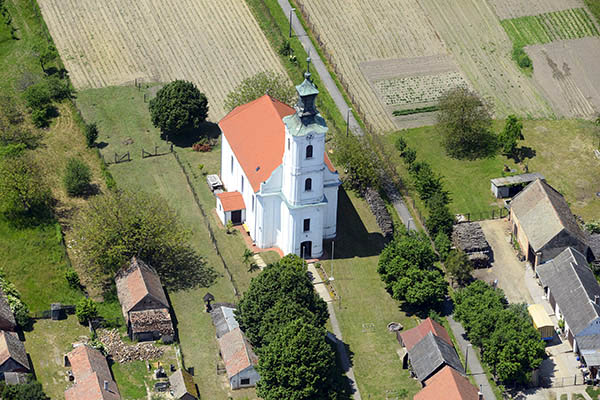
A lábodi református templom légifelvételről
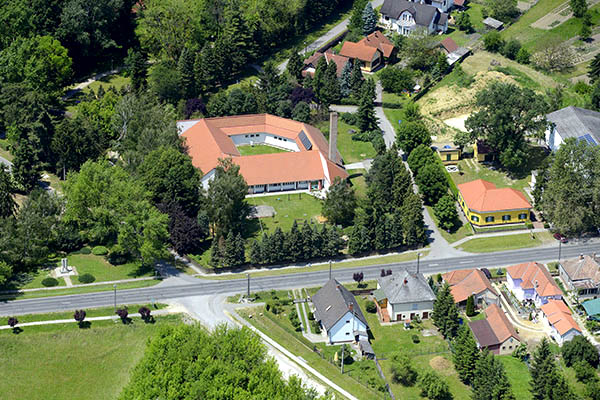
Légi felvétel az óvodáról
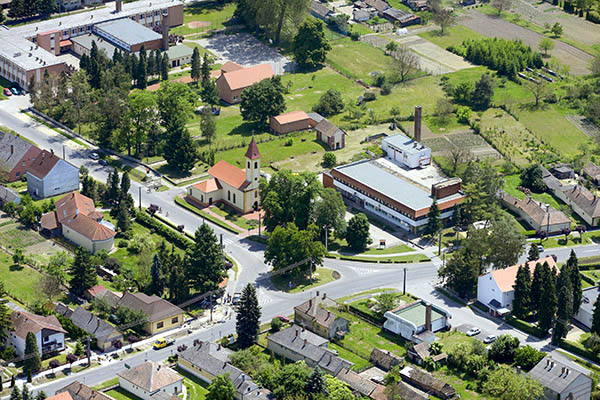
Lábod központja a magasból
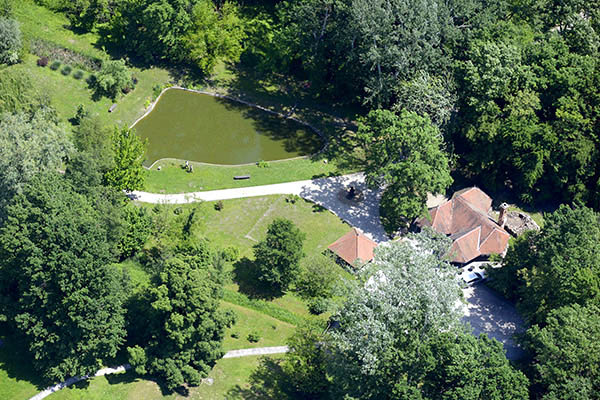
Kiserdei park